# Атракурій
Атракурію бесилат (англ. Atracurium besilate, лат. Atracurii besilas, також атракуріуму бесилат) — синтетичний препарат, який відноситься до четвертинних амонієвих сполук, та є представником класу недеполяризуючих міорелаксантів середньої тривалості дії, та має курареподібну дію. Препарат застосовується у клінічній практиці з 1983 року.

## Фармакологічні властивості
Атракурій — синтетичний препарат, що є четвертинною амонієвою сполукою, та відноситься до класу міорелаксантів. Механізм дії препарату полягає у блокуванні нікотинових холінорецепторів кінцевої пластинки рухового нерва скелетних м'язів, унаслідок чого стимулюється релаксація м'язів, зокрема під час хірургічних операцій, що полегшує проведення інтубації трахеї. За механізмом дії атракурій є недеполяризуючим міорелаксантом, та має швидкий початок дії та середню тривалість дії. Препарат застосовується в комплексі з іншими засобами для проведення наркозу, а саме для полегшення проведення інтубації трахеї. Антагоністами векуронію є інгібітори холінестерази, зокрема неостигмін.

### Фармакокінетика
Атракурій після внутрішньовенного введення швидко всмоктується, та швидко метаболізується естеразами крові та шляхом розщеплення за Гофманом, виводиться препарат із організму як із сечею, так і з жовчю. Середній період напіввиведення піпекуронію складає 20 хвилин, цей час може зростати у хворих з порушеннями функції нирок або печінки.

## Показання до застосування
Атракурій застосовується для релаксація м'язів під час хірургічних операцій, що полегшує проведення інтубації трахеї, та для індукції наркозу в дорослих і дітей.

## Побічна дія
Найчастішими побічними реакціями атракурію є збільшення часу тривалості нейром'язової блокади. Найважчими побічними реакціями препарату є алергічні та анафілактоїдні реакції, а також зупинка серця. Іншими побічними реакціями атракурію є тахікардія, артеріальна гіпотензія, пригнічення дихання, бронхоспазм, м'язова слабкість, рідко — судоми.

## Протипокази
Атракурій протипоказаний при підвищеній чутливості до препарату, цисатракурію та бензолсульфонової кислоти.

## Форми випуску
Атракурій випускається у вигляді ампул 2,5 і 5 мл з розчином для ін'єкцій по 10 мг/мл.